# Bola i Bill
Boleta i Bill (Boule et Bill, en l'original en francès) és una popular sèrie de còmic, creada l'any 1959 pel dibuixant de còmic belga Jean Roba en col·laboració amb Maurice Rosy. L'any 2003 la responsabilitat artística de la sèrie va recaure en l'antic ajudant de Roba, Laurent Verron. Les històries giren al voltant d'una família típica: un matrimoni, el seu fill Boule i Bill, el seu cocker spaniel anglès.

## Trajectòria
Boleta i Bill aparegué per primera vegada a la revista francobelga Spirou el 24 de desembre del 1959. Pretenia ser una espècie de Peanuts europeu. Va debutar en el mini-relat, una història de 32 pàgines petites, impresa a l'interior de la revista. Fins aleshores, Jean Roba s'havia dedicat principalment a fer il·lustracions per a la revista i a ajudar altres autors (entre els quals, André Franquin), i en aquest moment fou quan s'estrenà amb la seva pròpia sèrie. Uns mesos després, va aparèixer un còmic de quatre pàgines amb els mateixos protagonistes, i poc després Roba publicava cada setmana un còmic d'una pàgina. Durant els següents 25 anys, Boleta i Bill fou una de les sèries més populars de la revista, i sobretot, aparegué a la contraportada. Fins i tot, algunes de les historietes es van publicar a Le Journal de Mickey, que es basava fonamentalment en els personatges de la franquícia Disney com ara el Ratolí Mickey i l'Ànec Donald.
Des del 1962 fins al 1965, la sèrie va aparèixer a la revista britànica Valiant, canviada el nom com It's A Dog's Life. El nom d'en Boule es va canviar pel de Pete i el d'en Bill, pel de Larry. A banda d'aquests canvis, la historieta era pràcticament idèntica.
A Catalunya, apareix per primera vegada el juliol de 1963 en el número 7 de  L'infantil/Tretzevents i roman com a sèrie fixa en aquesta publicació durant més de trenta anys fins al número 697-698 (desembre de 1994). Els primers anys el nen és anomenat Toni i el gos, Dick. Posteriorment seran anomenats Boleta i Bill.
A Espanya, la revista "Strong" la va publicar amb el títol de Quique i Lucio entre 1969 i 1971.
Fins a l'any 1985, Dupuis va editar 21 àlbums, que incloïen una història llarga i uns 800 gags. Més endavant, Roba va canviar d'editor, passant a publicar amb l'editorial francesa de còmic Dargaud.
L'any 1999, Dupuis va reeditar l'integral de Boleta i Bill en àlbums de 48 pàgines, mentre que els antics en tenien 64, 56 o 48. Aquesta sèrie consta dels 24 àlbums publicats per Dupuis més els 3 publicats per Dargaud. Els 9 primers àlbums de la col·lecció original es van substituir per 14 àlbums tots ells amb noms nous. Els altres mantingueren el seu nom original, excepte l'antic àlbum 22, que va ser titulat Les v'la!.
Jean Roba morí l'any 2006, però havent anunciat que volia que la sèrie continués i designant a Verron el seu successor.